# Наки, Майкл
Ма́йкл Си́дней На́ки (англ. Michael Sidney Nacke, род. 25 декабря 1993, Москва) — российский журналист, политолог и видеоблогер.
В 2015—2020 годах работал на радиостанции «Эхо Москвы». В настоящее время развивает собственный YouTube-канал.
29 августа 2023 года Басманный суд города Москвы заочно приговорил Майкла Наки к 11 годам лишения свободы за «распространение фейков о Вооружённых силах России».

## Биография

### Ранние годы
Родился 25 декабря 1993 года в Москве. Отец — Чарльз Наки, гражданин США, дед — художник, прадед — физик-ядерщик. Мать — Мария Рапопорт — основатель онлайн галереи «Кварта», занимается арт-бизнесом. В США, по его словам, последний раз был в возрасте 3 лет и ничего из американской жизни не помнит, знание английского языка у него «весьма среднее», а родным языком для него является русский.
Учился в московской школе № 1553 имени В. И. Вернадского.
В 2011—2016 годах учился на факультете социальных наук Высшей школы экономики, окончил с квалификацией «бакалавр политологии», выпускной диплом был посвящён проблеме коррупции. В 2012 году стал победителем студенческого чемпионата Карелии по парламентским дебатам.
В январе 2015 года принимал участие в студенческой «Зимней школе антикоррупционной политики», организованной «Трансперенси Интернешнл», позднее проходил стажировку в российском отделении «Трансперенси Интернешнл».

### Карьера
Летом 2015 года проходил двухмесячную стажировку на радиостанции «Эхо Москвы». С 2015 года по июнь 2020 года работал на радиостанции, вёл политические дебаты, а также программы «Блог-аут», «Статус», «Один», «Ну и денёк», «Особое мнение», «Разворот».
С 2019 года ведёт общественно-политический видеоблог на YouTube. С апреля 2019 года по январь 2023 года совместно с бывшим коллегой по радиостанции «Эхо Москвы» Александром Плющевым проводил стримы, гостями которых в разное время были Сергей Гуриев, Виктор Шендерович, Алексей Навальный, Михаил Ходорковский, Олег Кашин, Екатерина Шульман и другие.
24 июля 2020 года, на стриме с Александром Плющевым, Майкл Наки впервые озвучил собственную «Теорию удвоенного времени»[значимость факта?].

### Эмиграция
12 июня 2021 года стало известно о том, что Наки покинул Россию и переехал в Грузию. С августа по декабрь 2021 года вместе с Сергеем Гуриевым был соведущим программы «Что (же) делать?» на телеканале «Дождь».
В марте 2022 года переехал в Вильнюс (Литва). Некоторое время был ведущим YouTube-канала «Популярная политика».
9 сентября 2022 года Министерством юстиции России внесён в список физических лиц — «иностранных агентов».

### Уголовное преследование

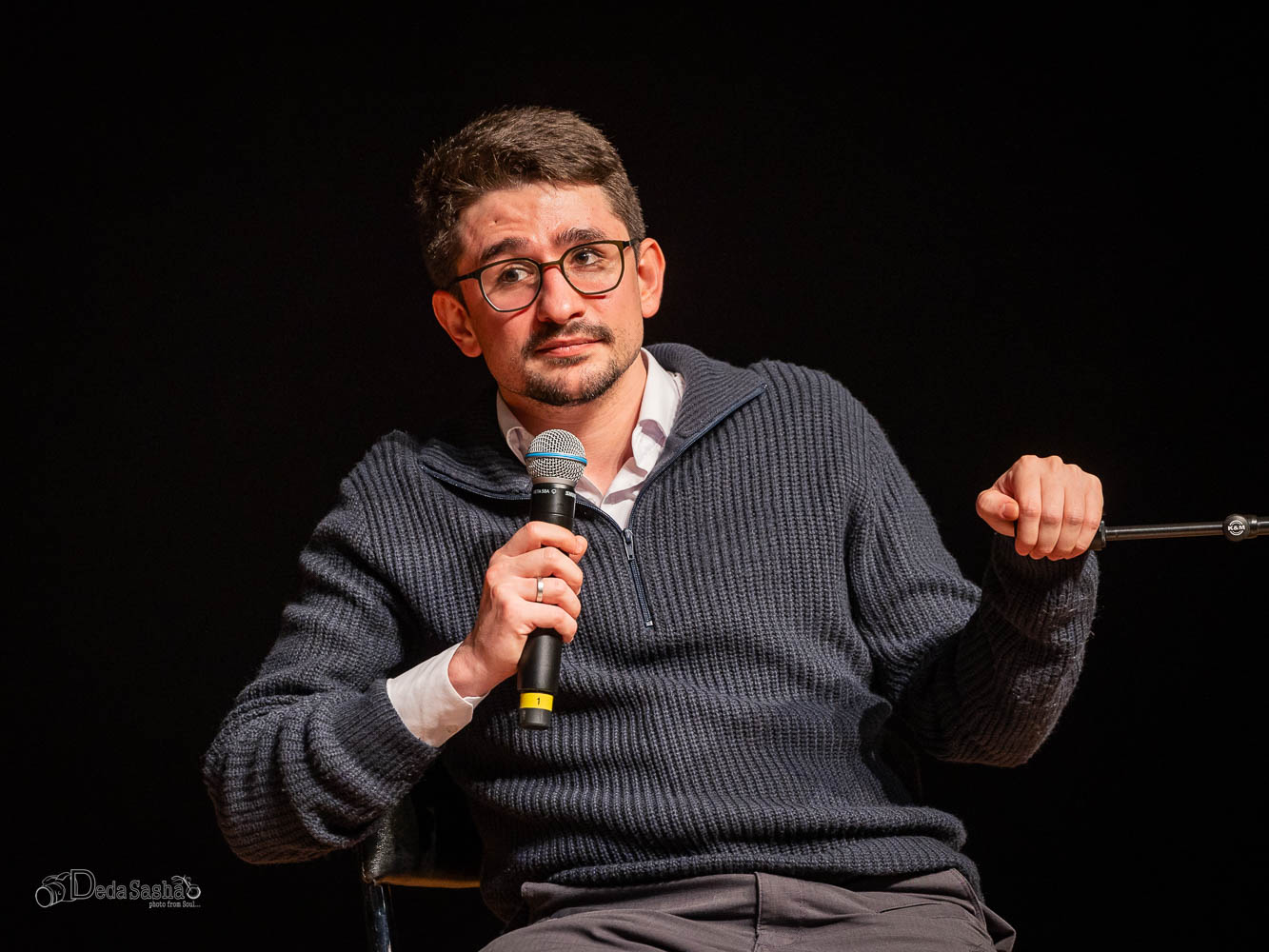
Майкл Наки, 23 ноября 2024 года

16 марта 2022 года МВД РФ возбудило против Наки уголовное дело по статье о дискредитации армии России (ст. 207.3 ч. 2 УК РФ) и объявило его в розыск. Наки проходит обвиняемым по одному уголовному делу с основателем Conflict Intelligence Team Русланом Левиевым, с которым он выпускает практически ежедневные сводки о ходе вторжения России на Украину. 24 мая 2022 года Басманный суд города Москвы заочно арестовал Майкла Наки.
29 августа 2023 года Басманный суд города Москвы заочно приговорил Майкла Наки к 11 годам лишения свободы за «распространение фейков о Вооружённых силах России».

## Личная жизнь
20 февраля 2021 года женился на журналистке радиостанции «Эхо Москвы» Нино Росебашвили.